# فيلق الجيش الحادي عشر (الفيرماخت)
الفيلق الحادي عشر الألماني كان فيلق في الجيش الألماني خلال الحرب العالمية الثانية.

## القادة
- المدفعية العامة ( General der Artillerie ) Emil Leeb ، 1 سبتمبر 1939   - 1 مارس 1940
- المشاة العامة ( General der Infanterie ) Joachim von Kortzfleisch ، 1 March 1940   - 6 أكتوبر 1941
- المشاة العامة ( General der Infanterie ) Eugen Ott ، 6 أكتوبر 1941   - 10 ديسمبر 1941
- المشاة العامة ( General der Infanterie) Joachim von Kortzfleisch ، 10 ديسمبر 1941   - 1 يونيو 1942
- العقيد العام ( Generaloberst ) كارل ستريكر، 1 يونيو 1942   - 2 فبراير 1943

بعد الإصلاح
- العقيد العام ( Generaloberst ) Erhard Raus ، 10 فبراير 1943   - 1 نوفمبر 1943
- المدفعية العامة ( General der Artillerie ) Wilhelm Stemmermann ، 5 ديسمبر 1943   - 18 فبراير 1944
- المشاة العامة ( General der Infanterie ) رودولف فون بوناو، 20 مارس 1944   - 16 مارس 1945
- المدفعية العامة ( General der Artillerie ) Horst von Mellenthin ، 16 مارس 1945   - 20 مارس 1945
- المشاة العامة ( General der Infanterie) رودولف فون بوناو، 20 مارس 1945   - 6 أبريل 1945
- المشاة العامة ( General der Infanterie ) Friedrich Wiese ، 6 أبريل 1945   - 8 مايو 1945

## منطقة العمليات
- بولندا - سبتمبر 1939 - مايو 1940
- فرنسا - مايو 1940 - يونيو 1941
- الجبهة الشرقية ، القطاع الجنوبي - يونيو 1941 - أكتوبر 1942
- ستالينجراد - أكتوبر 1942 - فبراير 1943
- الجبهة الشرقية ، القطاع الجنوبي - مارس 1943 - يناير 1944
- تشيركاسي - يناير 1944 - فبراير 1944
- بولندا، سيليزيا وتشيكوسلوفاكيا - أبريل 1944 - مايو 1945

## روابط خارجية
"XI. Armeekorps". Lexikon der Wehrmacht. مؤرشف من الأصل في 2021-02-03. اطلع عليه بتاريخ 2011-01-21.